# Новопавловка (Кривой Рог)
Новопавловка (укр. Новопавлівка) — исторический район в Терновском районе Кривого Рога, бывшее село на правом берегу реки Саксагань.

## История
В 19 — начале 20 века входила в состав Весёлотерновской волости Верхнеднепровского уезда Екатеринославской губернии.